# Туя (цариця)
Туя (Туй) (бл. 1325 до н. е.— 1258 до н. е.) — давньоєгипетський діяч, Велика царська дружина, Дружина бога Амона.

## Життєпис
Походила зі знатної родини. Донька Райя, заступника очільника колісничих, і Руї, співачки Амона. Вважається, що народилася близько 1325 року до н. е. За майбутнього фараона Сеті I вийшла заміж ще до його сходження на трон. Можливо тоді ж отримала титул Дружини бога Амона, який отримала після смерті матері чолвоіка.
У 1294 році до н. е. після отримання її чоловіком влади, отримала титул Великої царської дружини, а з народженням дітей Туї було надано титули Мати царя і Мати божественного.
У 1279 році до н. е. після смерті чоловіка стає співволодаркою сина Рамсеса II. Це викликано було доволі молодим віком останнього, що не мав достатнього політичного і державного досвіду. Тому в перші роки Туя, що отримала ім'я Мут-Туя, активно допомагала синові у внутрішніх справах. Вона сприяла шлюбу Рамсеса II з Нефертарі, якій ще до того передала титул Дружини бога Амона.
Туя була ще жива на 21 рік правління Рамзеса II, який того року уклав мирний договір з Хеттським царством. Оскільки між державами було встановлено дружні стосунки, почалося листування між правителями. Мут-Туя також писала листи, але, ймовірно, померла через рік. Винні глечики з її усипальниці датуються 22 роком правління Рамсеса II.

## Поховання
Мумію цариці знайдено в гробниці QV80 в Долині цариць.

## Монументи

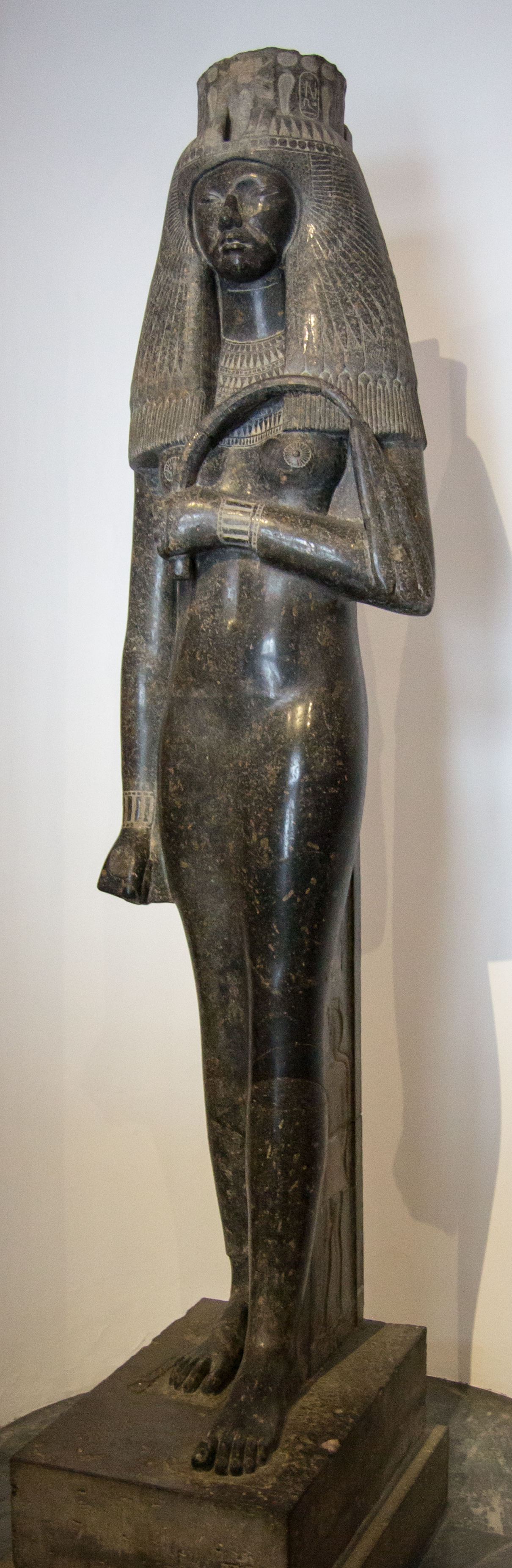
Статуя Туї з Ватикану

Збереглося декілька статуй Туї. Більшість з них створено за часів правління Рамсеса II, що дозволило дослідникам висунути версію про прохолодні стосунки туї та її чолвоіка. Навпаки на початку правління свого сина Туя набула значної політичної ваги, її поради та вплив виявилися корисними для Рамсеса II.
Дві найвідоміші і великі скульптури стоять збоку від величних статуй в храмі Абу-Сімбел. Збереглося скульптурне зображення голови цариці з Курни. Діодор Сицилійський повідомляв про статую Туї у дворі Рамессеума (сьогодні відомо про 2 таких статуї), інші знаходяться сьогодні в музеях Каїра (JE 37484), Ватикану (№ 22678, разом з Хенутмірою — цю статую за наказом римського імператора Калігули було привезено до Риму) і Лувру (E 27.132). Також було знайдено статуї в Танісі, Абідосі.

## Родина
В шлюбі народилися сини Небхасетнебет (помер в дитинстві) і майбутній фараон Рамзес II, дочка Тіа. Тіа вийшла заміж за скарбника з таким же ім'ям — Тіа. Довгий час Хенутміра вважалася однією з їхніх дочок, але є свідченням, що також особа з таким самим ім'ям була донькою Великої царської дружини Рамсеса II.